# 牛排突襲
牛排突襲（英語：Beefsteak Raid）是美國南北戰爭期間一場由南方邦聯軍隊發動的突襲。

## 第二次彼得斯堡圍城
於1863年7月兵敗蓋茨堡的北維吉尼亞軍團在北軍的窮追下一直邊戰邊撤至彼得斯堡。在此地，南軍在附近死守一條可通往里奇蒙之道路，並於次年6月打敗了北軍。但人數眾多的北軍於數個月後捲土重來，進行第二次的彼得斯堡圍城戰。

## 牛排突襲
1864年9月，彼得斯堡的南軍都因糧食不足而飢腸轆轆，令北軍有望更快的攻克此城。但同時南軍並非失去了所有希望，因為羅伯特·李發現北軍的部署很不完善，他們都只待在前線，令南軍可以尋找機會繞到他們的後方進行突襲。李將軍遂向韋德·漢普頓三世（Wade Hampton III）提出突襲的建議，但漢普頓一直都不敢魯莽行動。
直至一個邦聯斥候向漢普頓報告於科金角（Coggin's Point）的兵力不但薄弱，而且附近有約3,000頭牛。為之一奮的漢普頓就結集了4,000騎兵，於9月14日出發至北軍陣營的後方，與敵人對決了數次，並於16日領著2,486頭牛和300名俘虜回程。南軍於此次突襲中的傷亡總計為10人陣亡，47人受傷，4人失蹤。
這些牛隻其後都以牛排成為南軍的盤中飧，該次突襲行動遂得名「牛排突襲」。
其後，一名聯邦報告員問尤利西斯·格蘭特將會於何時攻下彼得斯堡，格蘭特回答：“如果我們的軍隊繼續向他供應牛隻，就永遠不會。”（Never, if our armies continue to supply him with beef cattle.）